# بادي كير
بادي كير (بالإنجليزية: Buddy Kerr)‏ هو لاعب كرة قاعدة أمريكي، ولد في 6 نوفمبر 1922 في أستوريا، كوينز في الولايات المتحدة، وتوفي في 7 نوفمبر 2006 في نيويورك في الولايات المتحدة.

## وصلات خارجية
- بادي كير على موقعبيزبول رفرنس.كوم (الدوري الرئيسي) (الإنجليزية)